# Plorec-sur-Arguenon
Plorec-sur-Arguenon (bret. Ploareg) – miejscowość i gmina we Francji, w regionie Bretania, w departamencie Côtes-d’Armor.
Według danych na rok 1990 gminę zamieszkiwały 473 osoby, a gęstość zaludnienia wynosiła 35 osób/km² (wśród 1269 gmin Bretanii Plorec-sur-Arguenon plasuje się na 842. miejscu pod względem liczby ludności, natomiast pod względem powierzchni na miejscu 719.).